# Sołtysia (Kotlina Jeleniogórska)
Sołtysia, też Sołtysia Kopa, Góra Sołtysia (niem. Scholzenberg, 434 m n.p.m.) – wzniesienie w południowo-zachodniej Polsce, w Jeleniej Górze, w południowej części Kotliny Jeleniogórskiej, w zachodniej części Wzgórz Łomnickich.
Wzniesienie położone w południowej części Kotliny Jeleniogórskiej, na zachodnim skraju Wzgórz Łomnickich, na wschód od Cieplic (dzielnica Jeleniej Góry).
Już od XVIII wieku szczyt odwiedzany był przez kuracjuszy z Cieplic. Dla ich wygody w 1808 r. zbudowano na szczycie niewielką gospodę oraz drewnianą wieżę widokową. W 1850 r. powstała kolejna wieża drewniana, a w 1895 powstała pięciokondygnacyjna wieża murowana o wysokości 16 m, którą ku czci cesarza Fryderyka nazwano Kaiser-Friedrich-Turm. W pobliżu powstał stok narciarski, a nawet mała skocznia narciarska.
W latach 20. bieżącego wieku zdecydowano o remoncie zabytkowej wieży. Można z niej obecnie podziwiać widoki Karkonoszy, Gór Izerskich i Kotliny Jeleniogórskiej. Nieopodal wieży udostępniony został punkt widokowy "Panorama" usytuowany na interesującej formacji skalnej. Z centrum Cieplic na szczyt prowadzą biało-czerwone znaki Głównego Cieplickiego Szlaku Spacerowego.